# Olimpiada Wiedzy Elektrycznej i Elektronicznej
Olimpiada Wiedzy Elektrycznej i Elektronicznej – olimpiada szkolna z zakresu elektryki i elektroniki, organizowana dla uczniów szkół średnich w latach 1973–2000 i ponownie od 2007. Olimpiada jest finansowana przez Ministerstwo Edukacji Narodowej na podstawie wyników otwartego konkursu ofert.

## Historia
W 1973 roku podczas Roku Nauki Polskiej została zorganizowana pierwsza Olimpiada Wiedzy Elektrycznej i Elektronicznej. Jej organizatorem był Zespół Szkół Elektrycznych nr 2 w Krakowie, a pomysłodawcą ówczesny wicedyrektor szkoły mgr inż. Tadeusz Wurst. Wzięły w niej udział drużyny z 5 szkól z terenu Krakowa i Skawiny. Olimpiada miała charakter konkursu międzyszkolnego.
W drugiej edycji Międzyszkolnej Olimpiady Elektrycznej wzięły udział drużyny z Krakowa, Nowego Sącza, Skawiny, Zamościa, Tarnowa, Rzeszowa i Niska. Organizatorem po raz drugi był Zespół Szkół Elektrycznych nr 2. Do finału oprócz drużyny gospodarzy zakwalifikowały się szkoły: Technikum Elektryczne z Nowego Sącza, Technikum Elektryczno-Mechaniczne z Rzeszowa. I miejsce zajęła drużyna ZSE Nr 2: P. Grzybowski, Z. Sosin i A. Cichocki. W IV edycji wzięło udział 10 szkól z województw: tarnowskiego, tarnobrzeskiego, nowosądeckiego i miejskiego krakowskiego. Zwyciężyła drużyna Zespołu Szkół Mechaniczno-Elektrycznych w Skawinie, drugie miejsce zajęła drużyna Zespołu Szkół Elektrycznych nr 2 w Krakowie, a trzecie Zespołu Szkół Zawodowych w Zamościu.
W 2014 roku Olimpiada była rozgrywana w 5 grupach tematycznych: elektryk, elektronik, elektronik medyczny, mechatronik i teleinformatyk.
Od XXV edycji Ogólnopolska Olimpiady Wiedzy Elektrycznej i Elektronicznej. 1 lipca 2007 OOWEE została zarejestrowana przez MEN i umieszczona w komunikacie CKE zawierającym wykaz turniejów i olimpiad zawodowych w 2008 roku. Od XXXV edycji wprowadzono nową grupę tematyczną: elektronika medyczna. Od XXXIX edycji (2016), która została zorganizowana w Radomiu Olimpiada jest organizowana w 6 grupach tematycznych: informatycznej, elektrycznej, elektronicznej, teleinformatyki, mechatroniki, elektroniki medycznej. W 2016 roku zmieniono regulamin. Oddzielono test dla wszystkich uczestników od części finałowej, do której kwalifikuje się co najmniej 16 najlepszych uczestników w danej grupie tematycznej. Test jest przeprowadzany przez AGH. Cześć praktyczna i finał jest organizowany w późniejszym terminie przez wybraną szkołę.  Aby przekazywać doświadczenia w pracach Komisji Konkursowych biorą udział nauczyciel szkoły, która była organizatorem olimpiady rok wcześniej. W 2019 roku ograniczono liczbę uczniów zgłaszanych po etapie szkolnym do 4 w danej grupie tematycznej.

## Organizatorzy
Od 2007 roku w szkołach jest organizowany etap B II części olimpiady i finał. Organizatorami olimpiad były następujące szkoły:
- 1973: I edycja ZSE nr 2 w Krakowie[3]
- 1974: II edycja ZSE nr 2 w Krakowie[4]
- 1975: III edycja Technikum Energetyczne w Krakowie
- 1976: IV edycja Zespół Szkół Mechaniczno-Elektrycznych w Skawinie[5]
- 1977: V edycja ZSEM w Nowym Sączu
- 2010: XXXIII Zespół Szkół Ponadgimnazjalnych nr 5 im. II Armii Wojska Polskiego w Krośnie i Zepół Szkół Ponadgimnazjalnych nr 3 im. Stanisława Staszica w Krośnie[8].
- 2011: XXXIV Ponieważ organizatorami nie mogły być szkoły z Głogowa zastąpiły je krakowskie szkoły: Zespół Szkół Łączności im. Obrońców Poczty Polskiej w Gdańsku, Zespół Szkół Elektrycznych nr 1 im. Powstańców Śląskich, Zespół Szkół Energetycznych im. Tadeusza Kościuszki, Zespół Szkół Mechanicznych nr 1 im. Szczepana Humberta i Centrum Kształcenia Praktycznego
- 2012:  XXXV Zespół Szkół nr 8 Wałbrzych[13]
- 2013: Zespół Szkół Technicznych i Ogólnokształcących im. Stefana Banacha w Jarosławiu[8].
- 2014: XXXVII Technikum Elektroniczne im. Obrońców Lublina 1939  w Lublinie, Zespół Szkół Energetycznych im. prof. Kazimierza Drewnowskiego w Lublinie i Zespół Szkół Transportowo-Komunikacyjnych im. Tadeusza Kościuszki w Lublinie. Honorowy patronat: prezydent miasta Lublina dr Krzysztof Żuk, marszałek województwa lubelskiego Krzysztof Hetman, wojewoda lubelski Wojciech Wilk i lubelski kurator oświaty Krzysztof Babisz[6].
- 2015: XXXVIII Zespół Szkół im. Bolesława Prusa w Częstochowie[8]
- 2016: XXXIX Zespół Szkół Elektronicznych im. Bohaterów Westerplatte w Radomiu. Patronat objął Minister Edukacji Narodowej oraz Prezydenta Miasta Radomia[7]
- 2017: XL Zespół Szkół w Bieruniu[10].
- 2018: XLI Zespół Szkół Technicznych i Ogólnokształcących w Gorzowie Wielkopolskim[14]
- 2019: XLII Zespół Szkół im. B. Prusa w Częstochowie[11][15]
- 2020-2022: XLIII, XLIV, XLV zdalnie (platforma Microsoft Teams)[16][17][18]
- 2023: XLVI Zespół Szkół Technicznych i Ogólnokształcących im. Stefana Banacha w Jarosławiu[19]
- 2024: XLVII Zespół Szkół Technicznych w Mielcu, Zespół Szkół im. prof. Janusza Groszkowskiego w Mielcu, Centrum Kształcenia Praktycznego i Doskonalenia Nauczycieli w Mielcu[20].
- 2025: XLVIII Zespół Szkół Elektronicznych w Lublinie[21].

## Laureaci
- 1973 – Zespół Szkół Elektrycznych nr 2 w Krakowie
- 1974 – Zespół Szkół Elektrycznych nr 2 w Krakowie
- 1975 – Zespół Szkół Energetycznych w Krakowie
- 1976 – Zespół Szkół Elektryczno-Mechanicznych w Skawinie[5]
- 1977 – Zespół Szkół Zawodowych Mielec
- 1978 – Zespół Szkół Mechaniczno-Elektrycznych w Tarnowie
- 1979 – Zespół Szkół Mechaniczno-Elektrycznych w Biłgoraju
- 1980 – Zespół Szkół Mechaniczno-Elektrycznych w Biłgoraju
- 1981 – Zespół Szkół Mechaniczno-Elektrycznych w Rzeszowie
- 1993

grupa elektryczna – Zespół Szkół Mechaniczno-Elektrycznych w Biłgoraju
grupa elektroniczna – Zespół Szkół Mechaniczno-Elektrycznych w Rzeszowie
- 1994

grupa elektryczna – Zespół Szkół Mechaniczno-Elektrycznych w Rzeszowie
grupa elektroniczna – Zespół Szkół Łączności w Krakowie
- 1995

grupa elektryczna – Zespół Szkół Elektryczno-Mechanicznych w Nowym Sączu
grupa elektroniczna – Zespół Szkół Elektryczno-Mechanicznych w Nowym Sączu
- 1996

grupa elektryczna – Zespół Szkół Elektryczno-Mechanicznych w Nowym Sączu
grupa elektroniczna – Zespół Szkół Mechaniczno-Elektrycznych w Rzeszowie
- 1998

grupa elektryczna – Zespół Szkół Elektrycznych nr 1 w Krakowie
grupa elektroniczna – Zespół Szkół Elektrycznych w Nisku
- 1999

grupa elektryczna – Zespół Szkół Mechaniczno-Elektrycznych w Limanowej
grupa elektroniczna – Zespół Szkół Elektronicznych w Bydgoszczy
- 2000

grupa elektryczna – Zespół Szkół Elektrycznych nr 1 w Krakowie
grupa elektroniczna – Zespół Szkół Zawodowych – Centrum Kształcenia zawodowego w Mielcu